# Последњи оброк
Последњи оброк је назив за праксу појединих држава да осуђеницима на смрт, дан или два пре извршења казне, дају право на последњи оброк по избору и верски обред, уколико они то желе. Поједине државе су у прошлости имале различиту праксу у вези са давањем последњег оброка. Тако је у Француској, неколико минута пре погубљења, осуђеницима на смрт давана мала чашица рума. У Енглеској су током 18. века, осуђеници на смрт били изоловани и давани су им само хлеб и вода.
У Сједињеним Америчким Државама, већина савезних држава ову привилегију назива „посебни оброк“ (енгл. special meal), при чему осуђеници углавном не могу тражити алкохол или цигарете. Поједине државе имају посебна ограничења на величину и вредност последњег оброка. Тако у Калифорнији вредност последњег оброка не може бити већа од 50 долара, док је на Флориди максимална вредност овог оброка 40 долара.
Захтеви осуђеника су различити. Према извештају Државног одела за кривично право Тексаса, у тој држави су за последњи оброк најтраженији хамбургер, чизбургер, пица и слаткиши. Од осталих јела, наручивани су јунећи одрезци, пурећа прса, шунка, газирана пића, кисели краставци, сир, печени кромпир итд.
Осуђеник Мигуел Ричардсон тражио је, између осталог, чоколадну торту са натписом „срећан рођендан“, иако му тада није био рођендан. Неки су умјесто оброка тражили само причешће и свештеника, а Одели Барнс, осуђен због убиства и силовања, тражио је „правду, једнакост и мир у свету“.
Тексас је у септембру 2011. престао са праксом давања „посебног оброка“, након што је Лоренс Расел Брејер, осуђен због убиства Џејмса Бирда млађег, захтевао обиман последњи оброк, а затим ништа од нарученог није појео. Брауер је наручио два комада пржене пилетине са луком, троструки чизбургер са сланином, омлет са сиром, говедином, парадајзом, луком и паприком, гриловано месо у тортиљи, пицу са месом, пола киле меса са роштиља, пола векне белог хлеба, пуну зделу пржене паприке са кечапом, сладолед и колач са путером од кикирикија.